# 橙胸火口魚
橙胸火口魚，為輻鰭魚綱鱸形目隆頭魚亞目慈鯛科的其中一種，分布於中美洲貝里斯及瓜地馬拉的Usumacinta河流域，體長可達14公分，棲息在沙石底質的湖泊及溪流，生活習性不明。